# Kritika (žurnalistika)
Kritika je publicistický text, který analyzuje a hodnotí umělecké dílo. Je vystavěn pomocí úvahového a popisného či výkladového slohového postupu. Žurnalistický text se zaměřuje hlavně se na: aspekty díla, nebo na jeho komplexní hodnocení, popřípadě obojí. Text by neměl být interpretativní, ale věcně argumentativní. K jeho četbě je nutný podíl odborných znalostí u recipienta.